# Altikon
Altikon es una comuna suiza del cantón de Zúrich, situada en el distrito de Winterthur. Limita al norte con la comuna de Neunforn (TG), al este con Uesslingen-Buch (TG), al sureste con Ellikon an der Thur, al sur con Rickenbach y Dinhard, y al oeste con Thalheim an der Thur.